# Due estranei
Due estranei (Two Distant Strangers) è un cortometraggio del 2020 diretto da Travon Free e Martin Desmond Roe.
Il film ha vinto l'Oscar al miglior cortometraggio nell'edizione 2021.

## Trama
Carter è un grafico afroamericano che disegna fumetti. Una sera conosce Perri e passa la notte a casa di lei. Quando al mattino esce per tornare a casa dal suo cane Jeter, viene ucciso per soffocamento da un poliziotto di New York. Carter si risveglia nel letto di Perri e ripercorre gli stessi avvenimenti fino a scoprire che è rimasto incastrato in un anello temporale, dove viene sempre ucciso dall'agente razzista Merk.
Al centesimo tentativo di porre fine all'anello temporale, Carter decide di parlare all'agente Merk per spiegargli la situazione, e dopo averlo convinto, si fa accompagnare a casa; proprio lì l'agente applaude al tentativo di Carter facendogli capire che anche lui è bloccato nel loop temporale e lo uccide alle spalle, dicendogli subito dopo "ci vediamo domani, ragazzo". All'ennesimo tentativo, Carter dice a Perri che in un modo o nell'altro riuscirà a tornare a casa dal suo cane, e sulle note di The Way It Is compare la lista di alcuni afroamericani uccisi senza apparente motivo dalla polizia.

## Produzione
La sceneggiatura è stata scritta nel luglio 2020.

## Distribuzione
Il cortometraggio è stato distribuito su Netflix a partire dal 9 aprile 2021.

## Riconoscimenti
- 2021 – Premio Oscar[1]
  - Miglior cortometraggio
- 2021 – African-American Film Critics Association
  - Miglior cortometraggio

## Citazioni di fatti reali
La prima morte di Carter ricalca gli omicidi di Eric Garner (avvenuta nel luglio 2014) e di George Floyd (verificatasi nel maggio 2020), avvenuti per mano di alcuni poliziotti, citando la frase detta da entrambi prima di morire: "I can't breathe". In un altro loop, Carter viene ucciso durante una perquisizione antidroga nell'appartamento di Perri, come avvenne per la morte di Breonna Taylor (risalente al marzo 2020).